# Кефалохори (Иматија)
Кефалохори (грч. Κεφαλοχώρι) је насељено место у општини Александрија у периферији Средишња Македонија, Грчка. Према попису из 2021. године било је 563 становника.
Према бугарском географу и историчару, Василу Канчову, у Кефалохорију је 1900. године живело 210 Грка. Године 1928. Кефалохри је имао 428 становника, од чега само двоје грчких избеглица. Село се раније звало Пожари.